# Starke (Florida)
Starke è una città nella contea di Bradford, Florida. Al censimento del 2010, contava 5 449 abitanti. È il capoluogo della Contea di Bradford.
Starke potrebbe essere stata così chiamata in onore della fidanzata dell'imprenditore edile George W. Cole oppure di Madison Starke Perry, quarto governatore della Florida e colonnello delle Forze armate degli Stati Confederati.
La Divisione delle Risorse Storiche aggiunge che la città potrebbe essere stata così chiamata per "Thomas Starke, uno schiavista che un tempo possedeva gran parte del territorio".

## Geografia fisica
Starke si trova nella parte centro-orientale della Contea di Bradford. La Route 301 attraversa il centro della città, andando verso nord per 42 km fino a Baldwin e alla Interstate 10, e a sud-est (via State Road 24) per 40 km fino a Gainesville.
Secondo lo United States Census Bureau, la città copre un'area totale di 18,7 km², di cui tutta terra.
Starke è situata a circa 13 km ad est della sede della Florida National Guard e a circa 10 km a sud-est della Prigione Statale della Florida, della Union Correctional Institution, e della New River East Correctional Institution.

## Società

### Evoluzione demografica
Secondo il censimento del 2000, c'erano 5 593 abitanti, 2 003 nuclei familiari e 1 350 famiglie che risiedevano nella città. La densità di popolazione era di 324,2 persone per km². C'erano 2 273 unità abitative per una densità media di 131,8 per km².
La composizione razziale della città era per il 67,05% di bianchi, il 29,54% di afroamericani, lo 0,21% di nativi americani, l'1,25% di asiatici, lo 0,16% di isolani del Pacifico, lo 0,64% di altre razze e l'1,14% di due o più razze. Gli ispanici o latini di ogni razza erano il 2,23% della popolazione.
C'erano 2 003 famiglie delle quali il 32,7% aveva bambini di età inferiore ai 18 anni, il 43,3% erano coppie sposate che vivevano insieme, il 20,0% presentavano un capofamiglia donna che viveva senza marito e il 32,6% erano non-famiglie. Il 28,0% di tutte le famiglie era composto da persone singole e il 13,6% comprendeva persone di età maggiore o uguale a 65 anni che viveva da sola.
Nella città la popolazione era per il 26,7% di età inferiore ai 18 anni, il 9,7% di età compresa tra i 18 e i 24 anni, il 25,1% di età compresa tra i 25 e i 44 anni, il 20,3% di età compresa tra i 45 e i 64 anni e il 18,1% di età uguale o superiore ai 65 anni. L'età media era di 36 anni. Per ogni 100 donne c'erano 86,2 maschi. Per ogni 100 donne di età superiore ai 18 anni, c'erano 81,1 maschi.
Il reddito medio di un nucleo di convivenza era di 27 021 dollari, e il reddito medio di una famiglia era di 35 093 dollari. Gli uomini avevano un reddito medio di 27 176 dollari contro 17 986 dollari per le donne. Il reddito pro capite in città era di 13 507 dollari. Circa il 19,2% delle famiglie e il 23,9% della popolazione erano sotto la soglia di povertà, compreso il 34,9% delle persone di età inferiore ai 18 anni e il 23,2% di quelli di età superiore ai 65 anni.

## Ambientazione di film e serie tv
Starke è stata l'ambientazione di svariati film di Hollywood, compresi:
- Soldato Jane, con protagonista Demi Moore ed è stato girato nella parte orientale della città, al Camp Blanding Joint Training Center[7]
- Il film di Joel Schumacher, Tigerland, con protagonista Colin Farrell[8]
- Basic con protagonisti Samuel L. Jackson e John Travolta[9]
- Tina - What's Love Got to Do with It con protagonisti Angela Bassett e Laurence Fishburne.[9]

Starke è stata anche l'ambientazione delle seguenti serie TV:
- Il reality show della Fox, Boot Camp[10]
- La mini-serie della BBC, The State Within - Giochi di potere